# Рыбачук, Иван Васильевич
Иван Васильевич Рыбачук (род. 25 июня 1921 года, с. Збараж, Казатинский район, Винницкая область, УССР, СССР — 20 октября 2008 года, Владивосток, Россия) — советский и российский художник, народный художник Российской Федерации (2003), почётный член Российской академии художеств (2007).

## Биография
Родился 25 июня 1921 года в с. Збараж Казатинского района Киевской области
В 1940 году — окончил Благовещенское художественное училище; в 1950 году — окончил отделение живописи Владивостокского художественного училища.
В 1940 году — был призван во флот, с 1943 по 1947 годы — руководил студией флотских художников 1-й Краснознаменной бригады торпедных катеров.
С 1947 года — работал директором Дома народного творчества во Владивостоке.
С 1950 по 1952 годы — преподавал черчение и рисование в средней школе № 1 города Владивостока.
В 2007 году — избран почётным членом Российской академии художеств.
Иван Васильевич Рыбачук умер 20 октября 2008 года во Владивостоке.

## Творческая деятельность
Основные произведения: «На Курильском китокомбинате» (1953), «Анкау» (1954), «Молодой оленевод» (1954), «Учитель красной яранги» (1954), «Сын Чукотки» (1955, Диплом 2 ст.), «Петропавловск» (1956), «Весна в тундре» (1956), «Чукчаночки» (1956), «В стойбище» (1956), «Камчатская осень» (1957), «Чукотские девушки» (1957), «Чукотские дети у этюдника» (1957), «Анадырь» (1958), «Друзья моря» (1960), «Портрет оленевода» (1960), «Прибой. Тихий океан» (1960), «Осень в тундре» (1962), «Раздельщик китов» (1962), «Наблюдатель за китами» (1962), «Капитан Е. П. Кузнецов» (1963), « Петропавловск» (1964), «Чукотка. Эгвикинот» (1964), «Праздник в Сирениках» (1964), « Полярная ночь» (1965), «Врач Шебеко» (1968), «Владивосток» (1972), портреты героев Даманских событий, «Осень. Дача» (1985), «Сирень» (1990), «Осенний букет» (1995), «Тихий океан» (1995) и др.
С 1950 года — участник художественных выставок.
Произведения представлены в коллекциях Приморской картинной галереи, Приморского государственного объединённого краеведческого музея имени В. К. Арсеньева, Сахалинского областного художественного музея, Дальневосточного художественного музея (г. Хабаровск), Магаданского областного краеведческого музея, Музея Тихоокеанского флота.
Неоднократно избирался членом Правления Приморского отделения Союза художников СССР по творческим вопросам, с 1960 года — председатель шефской комиссии морского и речного флота при Союзе художников СССР.
Член Творческого союза художников Приморского края.

## Награды
- Орден Отечественной войны II степени (1985)
- Медаль «За победу над Японией»
- Народный художник Российской Федерации (2003)
- Заслуженный художник Российской Федерации (1996)
- Серебряная медаль Российской академии художеств (2003)